# 児島中継局
児島中継局（こじまちゅうけいきょく）は岡山県倉敷市児島地区神道山にあるテレビジョン放送とFMラジオ放送の重要中継局である。

## 放送区域
地上デジタル放送におけるこの中継局の電波法に定める放送区域（1mV/m）は岡山県倉敷市、玉野市及び香川県坂出市の各一部、約2万2千世帯である。
倉敷市児島地区で受信が可能であるが、当局からはデジタル・アナログ共にTSCテレビせとうちのみが電波を出していないため、TSCを視聴するには児島局に加え高松局（前田山）あるいは岡山本局（金甲山）にもアンテナを向けて受信する。
高松局を受信して視聴する場合、民放は岡山・香川で同一の放送をしているため問題は無いが、NHKだけは香川県内の局を視聴するとニュース・情報等は香川県のみのものになり岡山県が含まれないので、高松局など香川県側の局を受信する場合は必ずそれに加えて児島局など岡山県側の局を受信しなければならない。なお全チャンネルで岡山本局を良好に受信できる場合はあえて児島局や高松局を視聴する必要は無く、アンテナ1本を岡山本局に向けることで済む。
その他児島地区の一部は金甲山送信所に併設されているNHK高松の中継局「北讃岐中継局」も放送区域としているため、沿岸部周辺では金甲山にアンテナを向けることで、児島局・高松局双方にアンテナを向けるパターンと同様に全民放と地元NHKに加えてNHK高松も視聴できることがある。
香川県沿岸部では香川県内の局を受信しにくく、金甲山など岡山県内の局を受信することが多いが、そのうち坂出市王越地区では児島局を受信している世帯もある。

## 歴史
- 1968年（昭和43年）3月1日 - NHK岡山放送局総合テレビジョンおよび教育テレビジョンおよびRSK山陽放送児島中継局開局[2][3]。
- 1971年（昭和46年）
  - 4月1日 - OHK岡山放送児島中継局開局[4]。
  - 9月10日 - NHK岡山放送局FM放送児島中継局開局[5]。
- 1984年（昭和59年）12月11日 - OHK岡山放送のチャンネルが22ch[4]から61chへ変更[6]。
- 1985年（昭和60年）2月7日 - KSB瀬戸内海放送児島中継局開局[6]。
- 1986年（昭和61年）8月28日 - RNC西日本放送児島中継局開局[6]。
- 1999年（平成11年）4月1日 - 岡山エフエム放送児島中継局開局。
- 2005年（平成17年）
  - 1月17日 - アナアナ変換対策開始に伴い新アナログチャンネル放送開始。
  - 3月29日 - アナアナ変換に関わる旧アナログチャンネル停波。
- 2009年（平成21年）1月30日 - NHK岡山放送局、OHK岡山放送、RNC西日本放送、KSB瀬戸内海放送4社が地上デジタルテレビジョン放送本放送開始。
- 2010年（平成22年）6月18日 - RSK山陽放送地上デジタル放送開始[7]。

### アナアナ変換
この中継局もデジタル放送開始にあわせて全国的に行われた現行アナログチャンネルの移行、いわゆる「アナアナ変換」の対象となり、2005年1月17日より対策を開始、2005年3月29日には旧チャンネルを停波し、新チャンネルに移行した。対象となったアナログチャンネルはKSB瀬戸内海放送（47ch-→56ch+）の1波で、対象世帯は約9,900世帯である。
停波した旧アナログチャンネル47chはこの中継局でOHK岡山放送のデジタルチャンネルとして使用されている。

### 地上デジタル放送
児島地区は岡山本局である金甲山に近く、全域がその放送区域内である。ただアナログ放送では地区の東に位置する山が障害となり、良好な受信が困難な地域が多かったが、デジタル放送ではある一定以上の受信レベルさえ確保すればゴーストの影響は全く受けないため、デジタル放送開始当初すでに金甲山から受信できた地域もある。
児島中継局のデジタル化は岡山・香川地区でデジタル放送が開始された2006年12月1日から約2年以上後にのことになる。デジタル化はまずRSK山陽放送を除く4社、NHK岡山放送局、OHK岡山放送、RNC西日本放送、KSB瀬戸内海放送から始まり、2008年12月24日に中継局予備免許が交付され、翌日25日より試験放送を開始、年明け2009年1月30日に本放送を開始した。
残るRSKは2010年に開局。なおTSCはアナログ放送でも置局しておらず、デジタル放送でも置局の予定はない。

## 施設
中継局はすべてが児島地区南側に位置する神道山に設置されている。神道山は標高144m、南隣は鷲羽山に接し、西側には鷲羽山ハイランドがある。

## 地上デジタルテレビジョン放送送信設備
| リモコンキーID                                                                                | 放送局名          | 物理チャンネル | 空中線電力 | ERP | 放送対象地域   | 放送区域内世帯数 |
| --------------------------------------------------------------------------------------------- | ----------------- | -------------- | ---------- | --- | -------------- | ---------------- |
| 1                                                                                             | NHK岡山総合テレビ | 32ch           | 3W         | 43W | 岡山県         | 約2万2千世帯     |
| 2                                                                                             | NHK岡山教育テレビ | 51ch           | 3W         | 40W | 全国放送       | 約2万2千世帯     |
| 4                                                                                             | RNC西日本放送     | 15ch           | 3W         | 48W | 岡山県・香川県 | 約2万2千世帯     |
| 5                                                                                             | KSB瀬戸内海放送   | 49ch           | 3W         | 46W | 岡山県・香川県 | 約2万2千世帯     |
| 6                                                                                             | RSK山陽放送       | 21ch           | 3W         | -W  | 岡山県・香川県 | 約2万2千世帯     |
| 8                                                                                             | OHK岡山放送       | 47ch           | 3W         | 45W | 岡山県・香川県 | 約2万2千世帯     |
| ※全局に指向性あり ※全局局名は児島局 ※中継局であるためコールサインは無い ※山陽放送は2010年開局 |                   |                |            |     |                |                  |

## 地上アナログテレビジョン放送送信設備
| チャンネル | 放送局名          | 空中線電力       | ERP               | 放送対象地域   | 放送区域内世帯数 |
| --- | ----------------- | ---------------- | ----------------- | -------------- | ---------------- |
| 1- | NHK岡山総合テレビ | 映像10W/音声2.5W | 映像130W/音声32W  | 岡山県         | 約1万7千世帯     |
| 7+ | RSK山陽放送       | 映像10W/音声2.5W | 映像125W/音声31W  | 岡山県・香川県 | 約1万7千世帯     |
| 12+ | NHK岡山教育テレビ | 映像10W/音声2.5W | 映像115W/音声29W  | 全国放送       | 約1万7千世帯     |
| 56+ | KSB瀬戸内海放送   | 映像30W/音声7.5W | 映像530W/音声135W | 岡山県・香川県 | -                |
| 59+ | RNC西日本放送     | 映像30W/音声7.5W | 映像530W/音声135W | 岡山県・香川県 | -                |
| 61+ | OHK岡山放送       | 映像30W/音声7.5W | 映像530W/音声135W | 岡山県・香川県 | -                |
| ※全局に指向性あり ※全局局名は児島局 ※中継局であるためコールサインは無い ※1chはオフセット-10kHz局※その他は全局オフセット+10kHz局 |                   |                  |                   |                |                  |

## FMラジオ放送送信設備
| 周波数（MHz）                       | 放送局名      | 空中線電力 | ERP | 放送対象地域 | 放送区域内世帯数 |
| ----------------------------------- | ------------- | ---------- | --- | ------------ | ---------------- |
| 84.1                                | FM岡山        | 10W        | 59W | 岡山県       | 約1万9千世帯     |
| 85.6                                | NHK岡山FM放送 | 10W        | 59W | 岡山県       | 約1万9千世帯     |
| ※全局局名は児島局 ※全局に指向性あり |               |            |     |              |                  |